# Berrioplano
Berrioplano (cooficialmente en euskera: Berriobeiti) es un municipio español de la Comunidad Foral de Navarra, situado en la merindad de Pamplona, en la Cuenca de Pamplona y a 7 km de la capital de la comunidad, Pamplona, formando parte de su área metropolitana. Su población en 2024 fue de 7631 habitantes (INE).
El municipio está compuesto de 10 concejos: Aizoáin, Añézcar, Artica, Ballariáin, Berrioplano (capital administrativa), Berriosuso, Elcarte, Larragueta, Loza y Oteiza de Berrioplano.
El municipio agrupa a la mayor parte del territorio de la antigua Cendea de Ansoáin, razón por la que en algunas ocasiones, por metonimia, se le llama como Cendea de Berrioplano.

## Toponimia
En un documento de 1205 se cita con el topónimo de Berrio a una zona situada al noroeste de la ciudad de Pamplona. Ese topónimo se ha relacionado principalmente con la palabra castellana barrio y con la palabra vasca berri (nuevo). Alfonso Irigoyen propuso una explicación antroponómica al topónimo pensando que podría derivar del hipotético nombre de su primitivo poseedor, llamado Ferrino: Ferrino->Ferrio->Berrio, una evolución fonética que es consistente y posible a decir de los filólogos.
En el Libro de Rediezmo de 1268 aparecen nombradas tres poblaciones que llevan la denominación de Berrio: Berruoçarr (la actual Berriozar), Berrio de Sus (Berriosuso) y Berrio de Ius (Berrioplano). Berriozar proviene de Berrio zahar (Berrio viejo en lengua vasca), por lo que se cree que fue la primera de las tres poblaciones y quizás fue la que llevó simplemente el nombre de Berrio hasta que aparecieron las otras dos.

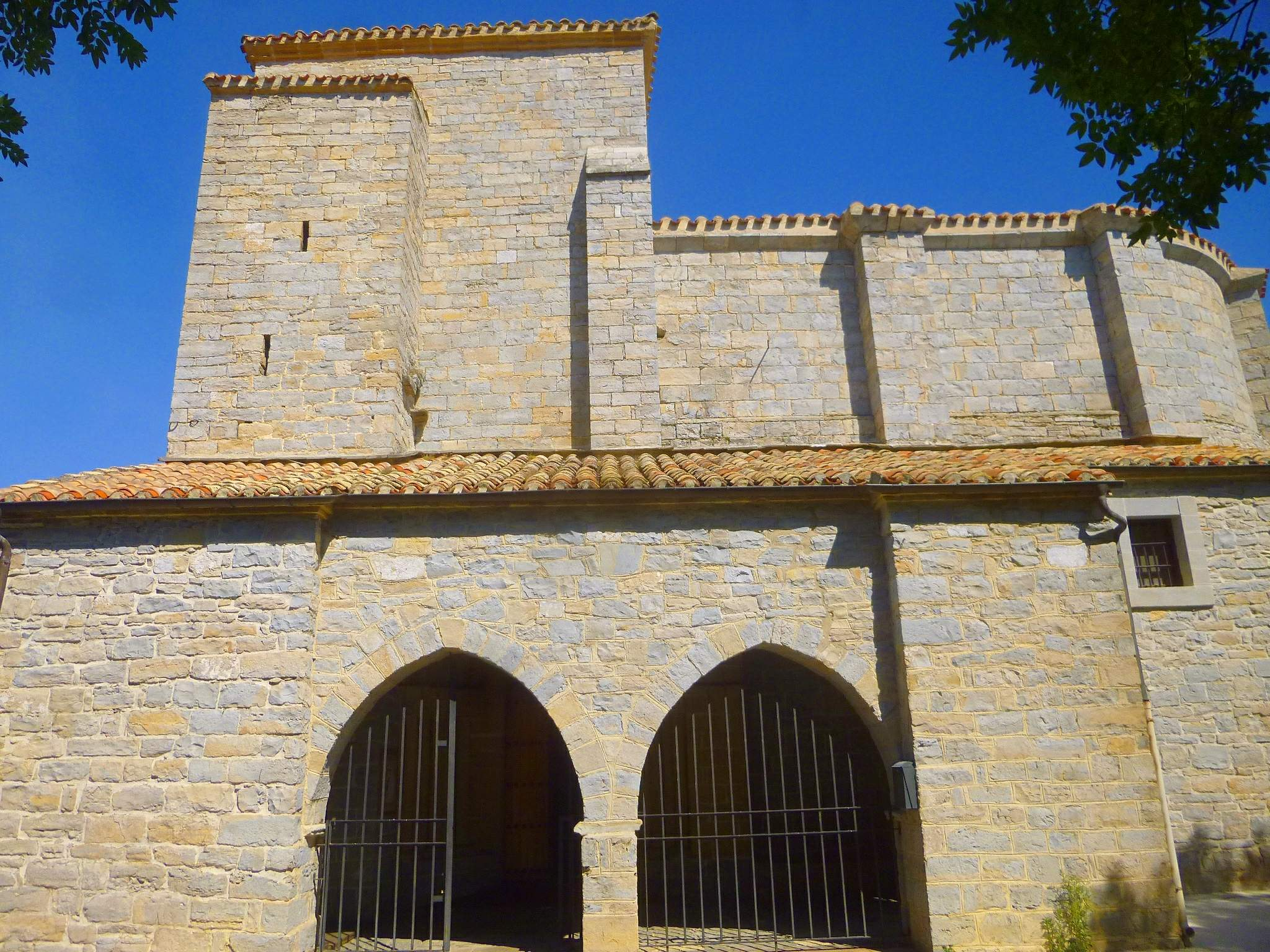
Iglesia parroquial de la Purificación de Nuestra Señora

Berriosuso y Berioplano están la una junta a la otra, estando situada la primera ligeramente a mayor altitud que la segunda (465 m frente a 454 m). Suso es un adverbio, hoy en desuso en castellano, que significa de arriba; por lo tanto Berriosuso significa Berrio de arriba. En el caso de Berrioplano, si bien en su primera mención escrita aparece como Berrio de Ius no acabó prevalenciendo el adverbio yuso, antónimo de suso y que significa de abajo, sino el término plano, que tiene el mismo significado que yuso y es típica del romance navarro. Los nombres vascos de ambas localidades, que se han conservado en el cercano valle de Ulzama, son Berriogoiti y Berriobeiti, literalmente Berrio de arriba y Berrio de abajo.
En 1991 cuando tras la segregación de los concejos de Ansoáin y Berriozar del primitivo municipio de la Cendea de Ansoáin, y a falta de otro nombre más apropiado, se optó por nombrar como Berrioplano al nuevo municipio que agrupó el resto de los concejos del primitivo municipio de Ansoáin, al ser este el pueblo elegido para el establecimiento del ayuntamiento.

## Historia
El municipio de Berrioplano fue creado el 14 de marzo de 1991. Hasta entonces sus pueblos estaban integrados en el municipio de la Cendea de Ansoáin, que agrupaba a 12 pequeñas aldeas del entorno rural de la ciudad de Pamplona. A partir de la década de 1960, en terrenos de algunas de estas aldeas comenzaron a crearse nuevos barrios-dormitorio de la capital navarra (Berriozar Nuevo y Ansoáin Nuevo). Esto produjo importantes desequilibrios dentro del municipio, que pasó a estar formado en parte por núcleos de tipo urbano, que superaban ampliamente en población a los tradicionales núcleos rurales de la Cendea de Ansoáin.[cita requerida]
A principios de la década de 1990 se llevó a cabo una reorganización del municipio. El concejo de Ansoáin, que con sus nuevos barrios superaba ya los 5000 habitantes, se segregó del municipio de la Cendea de Ansoáin y se convirtió en octubre de 1990 en municipio independiente.[cita requerida]

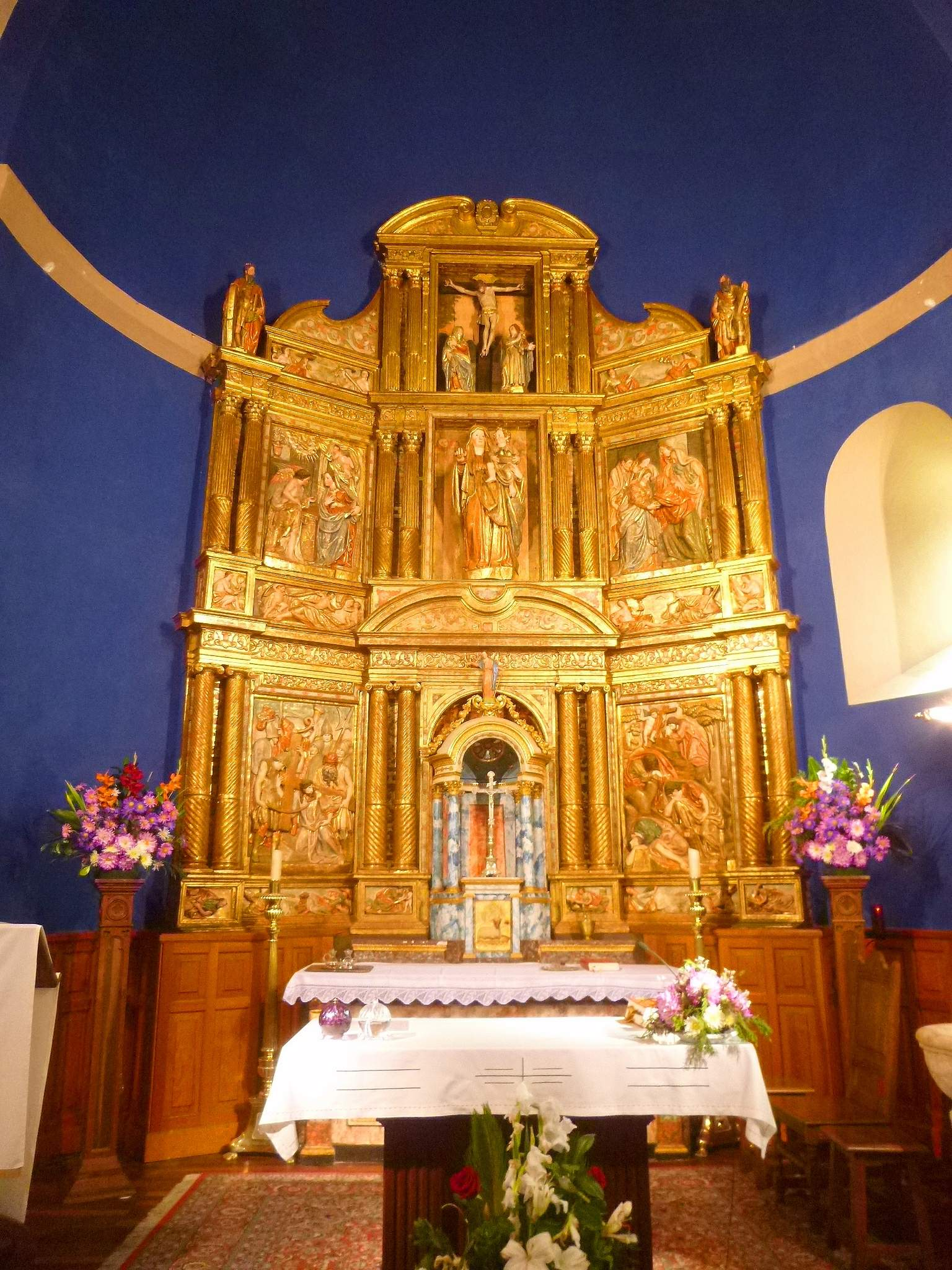
Retablo barroco de la iglesia de la Purificación de Nuestra Señora

Los restantes pueblos del municipio se vieron forzados a cambiar el nombre del municipio, ya que no era práctico que este se siguiera denominando Ansoáin, si la población que llevaba ese nombre era precisamente la que se había separado. Además Berriozar (con una población que también superaba los 5000 habitantes) se encontraba en una tesitura similar a la del pueblo de Ansoáin, ya que por sí solo duplicaba la población de las restantes poblaciones del municipio.[cita requerida]
Fue así como el 14 de marzo de 1991 se crean 2 nuevos municipios a partir del de la Cendea de Ansoáin: Berriozar y Berrioplano. El primero está compuesto por el pueblo de Berriozar y el segundo por los 10 pueblos restantes que formaban la Cendea de Ansoáin (Aizoáin, Añézcar, Artica, Ballariáin, Berrioplano, Berriosuso, Elcarte, Larragueta, Loza y Oteiza de Berrioplano). Se denomina Berrioplano porque esta localidad se encuentra la sede del ayuntamiento.[cita requerida]
Pese a ser la capital del municipio, la localidad de Berrioplano no es la más poblada del término municipal sino que es la localidad de Artica el núcleo con más población. Precisamente Artica, situado entre Berriozar y Ansoáin, quedó convertido en un exclave del municipio de Berrioplano. Además, al ser el más cercano a Pamplona está sufriendo en la actualidad un desarrollo urbanístico similar al que sufrieron en su día Berriozar y Ansoáin, por estos dos factores no es descartable que a medio plazo se transforme en un municipio independiente.[cita requerida]

## Demografía
Berrioplano cuenta con una población de 7631 habitantes (INE 2024).
| Gráfica de evolución demográfica de Berrioplano/Berriobeiti entre 2001 y 2021 |
| |
| Población de derecho según los censos de población del INE Población de hecho según los censos de población del INEEn este censo se denominaba Berrioplano: 2001 Entre el censo de 2001 y el anterior, aparece este municipio porque se segrega del municipio 31016 (Ansoáin) |

### Distribución de la población

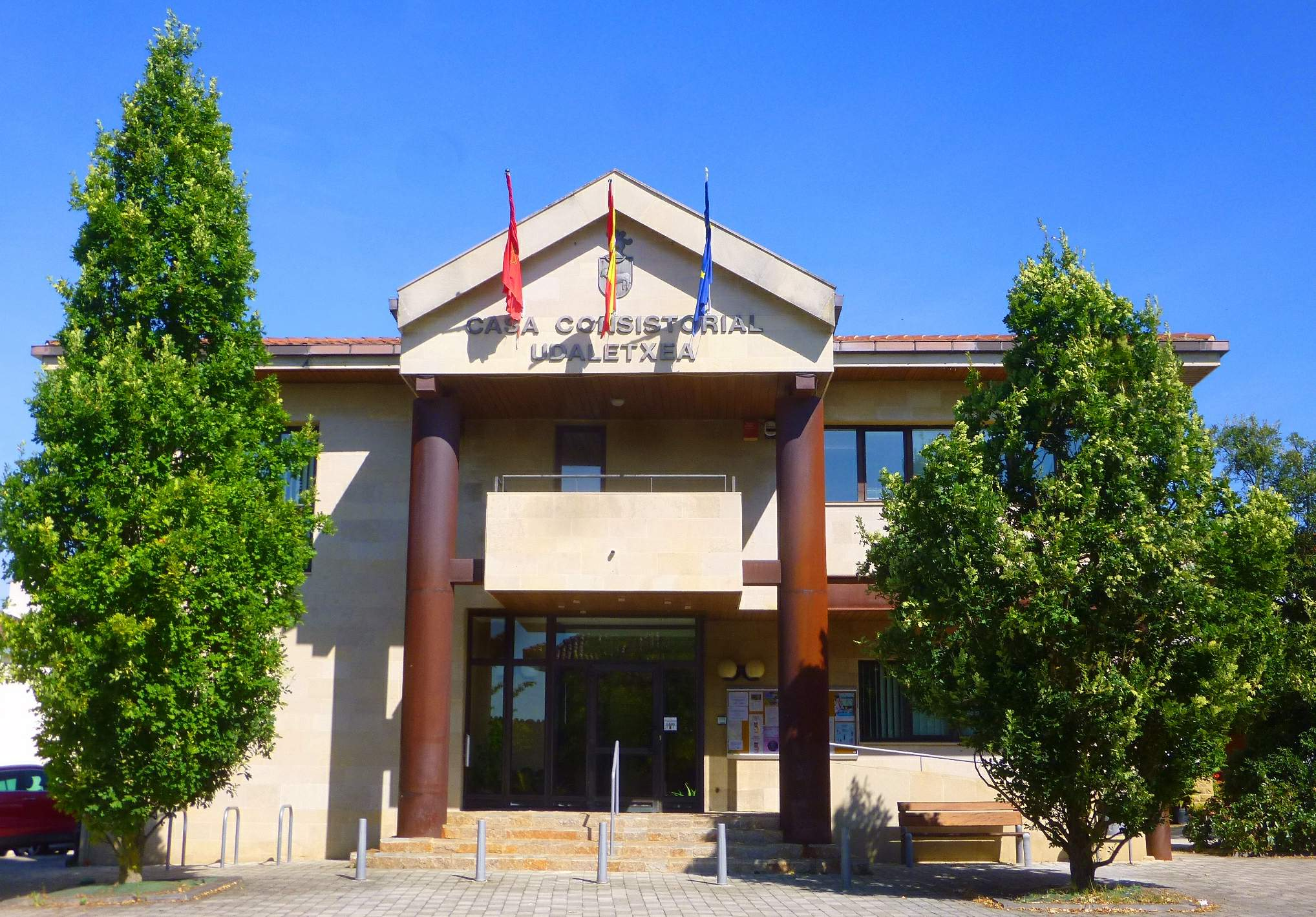
Ayuntamiento de Berrioplano

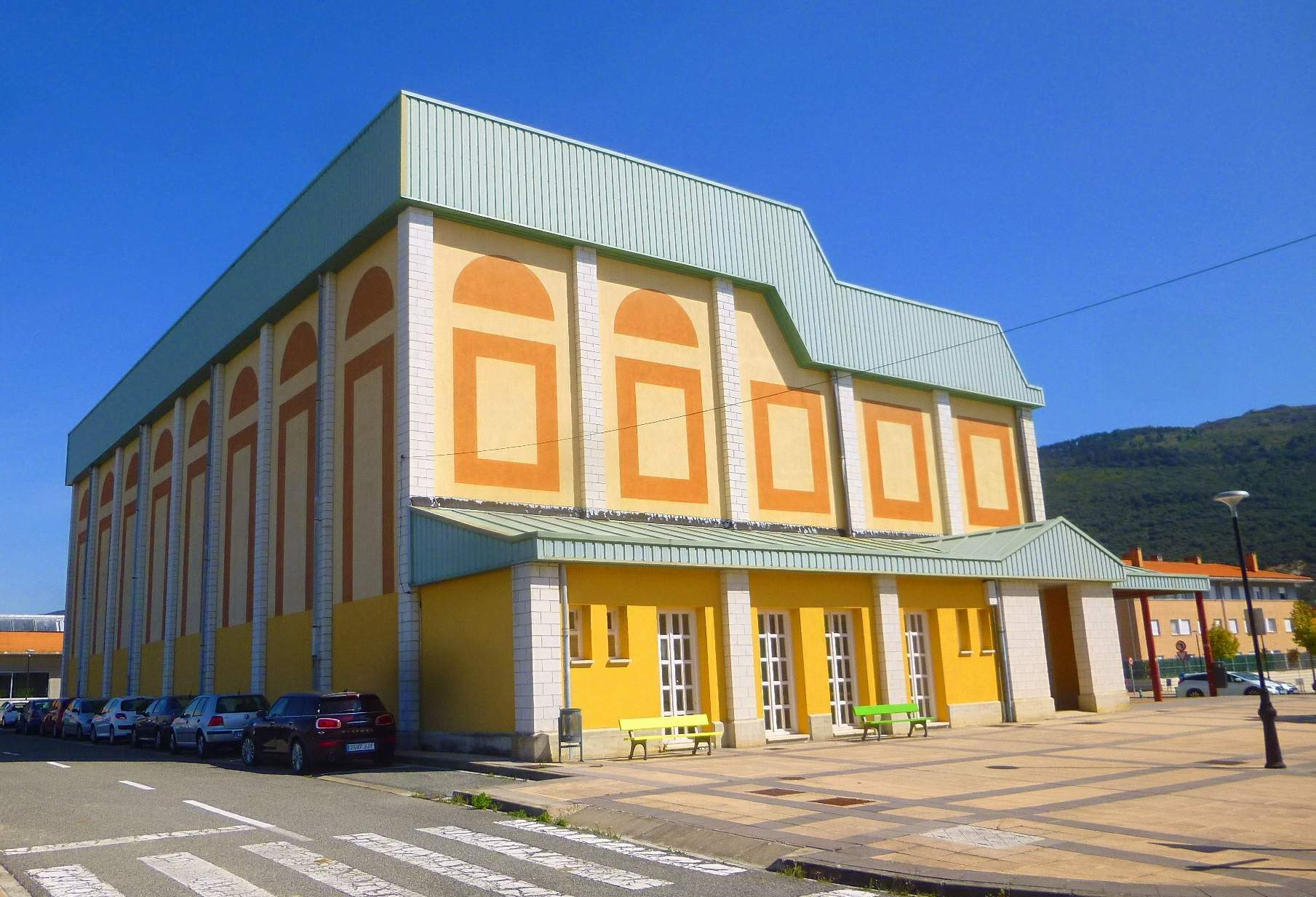
Frontón de Berrioplano

El municipio se divide en las siguientes entidades de población, según el nomenclátor de población publicado por el INE (Instituto Nacional de Estadística). Los datos de población se refieren a 2014
| Entidad de población  | Población (2014) |
| --------------------- | ---------------- |
| Aizoáin               | 489              |
| Añézcar               | 200              |
| Artica                | 4045             |
| Ballariáin            | 19               |
| Berrioplano           | 651              |
| Berriosuso            | 814              |
| Elcarte               | 20               |
| Larragueta            | 88               |
| Loza                  | 60               |
| Oteiza de Berrioplano | 58               |

### Comunicaciones
| Eskualdeko Hiri Garraioa/Transporte Urbano Comarcal |                                            |                                            |
| Inicio                                              | Línea                                      | Fin                                        |
| Berriogoiti/Berriosuso - Berriozar                  | 16                                         | Noáin - Beriáin                            |
| Pablo Sarasate                                      | N4                                         | Berriogoiti/Berriosuso - Berriozar         |
| Taxi Iruñerria                                      |                                            |                                            |
| Zona                                                | B (Artika/Artica) / B (resto de la cendea) | B (Artika/Artica) / B (resto de la cendea) |
| Estaciones                                          |                                            |                                            |

## Administración y política

### Gobierno municipal
| Periodo   | Nombre                             | Partido | Partido                                        |
| --------- | ---------------------------------- | ------- | ---------------------------------------------- |
| 1999-2003 | José Larrañeta Ilundáin            |         | Candidatura Independiente de Berrioplano (CIB) |
| 2003-2015 | José María Irisarri Ollacarizqueta |         | Agrupación Ayuntamiento de Berrioplano (AAB)   |
| 2015-2019 | Juan María Albizu Andueza          |         | Agrupación Electoral Plazaola (AEP)            |
| 2019-2023 | Raúl Julio Bator Pérez             |         | Navarra Suma (NA+)                             |
| 2023-act. | Félix Remírez Hoyos                |         | Euskal Herria Bildu (EH Bildu)                 |

| Partido político | Partido político                                                | 2023   | 2023       | 2019               | 2019               | 2015  | 2015       | 2011  | 2011       | 2007  | 2007       | 2003  | 2003       | 1999  | 1999       | 1995  | 1995       | 1991  | 1991       |
| Partido político | Partido político                                                | %      | Concejales | !%                 | Concejales         | %     | Concejales | %     | Concejales | %     | Concejales | %     | Concejales | %     | Concejales | %     | Concejales | %     | Concejales |
|                  | Navarra Suma (NA+)                                              |        |            | 24,25              | 3                  | —     | —          | —     | —          | —     | —          | —     | —          | —     | —          | —     | —          | —     | —          |
|                  | Euskal Herria Bildu (EH Bildu)-Bildu                            | 21,73% | 3          | 18,91              | 3                  | 18,92 | 3          | 11,21 | 1          | —     | —          | —     | —          | —     | —          | —     | —          | —     | —          |
|                  | Agrupación Ayuntamiento de Berrioplano (AAB)                    | 12,9%  | 2          | 18,76              | 3                  | 25,11 | 3          | 26,96 | 3          | 25,31 | 3          | 35,11 | 3          | —     | —          | —     | —          | —     | —          |
|                  | Agrupación Electoral Plazaola (AEP)                             |        |            | 14,63              | 2                  | 26,18 | 4          | —     | —          | —     | —          | —     | —          | —     | —          | —     | —          | —     | —          |
|                  | Vecinos por Artica y Berrioplano (VPAB)                         |        |            | 11,52              | 1                  | —     | —          | —     | —          | —     | —          | —     | —          | —     | —          | —     | —          | —     | —          |
|                  | Vecinos por Artica (VPA)                                        | 10,5%  | 1          |                    |                    |       |            |       |            |       |            |       |            |       |            |       |            |       |            |
|                  | Plazaola                                                        | 16,1%  | 2          |                    |                    |       |            |       |            |       |            |       |            |       |            |       |            |       |            |
|                  | Partido Socialista de Navarra (PSN-PSOE)                        | 7%     | 1          | 10,84              | 1                  | 6,78  | 1          | 7,56  | 1          | 7,12  | 0          | —     | —          | —     | —          | —     | —          | —     | —          |
|                  | Unión del Pueblo Navarro (UPN)                                  | 17,3%  | 2          | Navarra Suma (NA+) | Navarra Suma (NA+) | 16,08 | 2          | 21,33 | 3          | 19,99 | 2          | —     | —          | —     | —          | —     | —          | —     | —          |
|                  | Partido Popular (PP)                                            | 16,1%  | 2          | Navarra Suma (NA+) | Navarra Suma (NA+) | 3,29  | 0          | 7,61  | 1          | —     | —          | —     | —          | —     | —          | —     | —          | —     | —          |
|                  | Nafarroa Bai (NaBai)                                            |        |            | —                  | —                  | —     | —          | 16,14 | 2          | 15,04 | 2          | —     | —          | —     | —          | —     | —          | —     | —          |
|                  | Izquierda-Ezkerra (I-E)                                         |        |            | —                  | —                  | —     | —          | 5,94  | 0          | —     | —          | —     | —          | —     | —          | —     | —          | —     | —          |
|                  | Candidatura Independiente de Berrioplano (CIB)                  |        |            | —                  | —                  | —     | —          | —     | —          | 14,6  | 2          | 40,11 | 4          | 46,97 | 5          | 59,21 | 4          | 61,98 | 5          |
|                  | Candidatura Popular–Herri Kandidatura (CP-HK)                   |        |            | —                  | —                  | —     | —          | —     | —          | 9,22  | 1          | 22,22 | 2          | —     | —          | 36,82 | 3          | 35,84 | 2          |
|                  | Agrupación de Vecinos Ayuntamiento de Berrioplano (AVAB)        |        |            | —                  | —                  | —     | —          | —     | —          | 7,12  | 1          | —     | —          | —     | —          | —     | —          | —     | —          |
|                  | Alternativa Independiente al Ayuntamiento de Berrioplano (AIAB) |        |            | —                  | —                  | —     | —          | —     | —          | —     | —          | —     | —          | 32,44 | 3          | —     | —          | —     | —          |
|                  | Euskal Herritarrok (EH)                                         |        |            | —                  | —                  | —     | —          | —     | —          | —     | —          | —     | —          | 18,34 | 1          | —     | —          | —     | —          |

### Organización territorial
Forman el municipio los siguientes 10 concejos:
- Aizoáin
- Añézcar
- Artica
- Ballariáin
- Berrioplano (Capital)
- Berriosuso
- Elcarte
- Larragueta
- Loza
- Oteiza de Berrioplano